# Plethodon sherando
Plethodon sherando é uma espécie de salamandra da família Plethodontidae.
É endémica das Montanhas Blue Ridge no leste da América do Norte.
Os seus habitats naturais são: florestas temperadas e áreas rochosas.
Está ameaçada por perda de habitat.